# 29 Волос Вероники
29 Волос Вероники (лат. 29 Comae Berenices), 36 Девы (лат. 36 Virginis), HD 111397 — одиночная звезда в созвездии Волос Вероники на расстоянии приблизительно 399 световых лет (около 122 парсек) от Солнца. Видимая звёздная величина звезды — +5,681m. Возраст звезды определён как около 124 млн лет.

## Характеристики
29 Волос Вероники — белая звезда спектрального класса A1V, или A0. Масса — около 3,021 солнечной, радиус — около 3,384 солнечного, светимость — около 81,771 солнечной. Эффективная температура — около 9152 K.

## Планетная система
В 2019 году учёными, анализирующими данные проектов HIPPARCOS и Gaia, у звезды обнаружена планета HIP 62541 b.